# Monviso

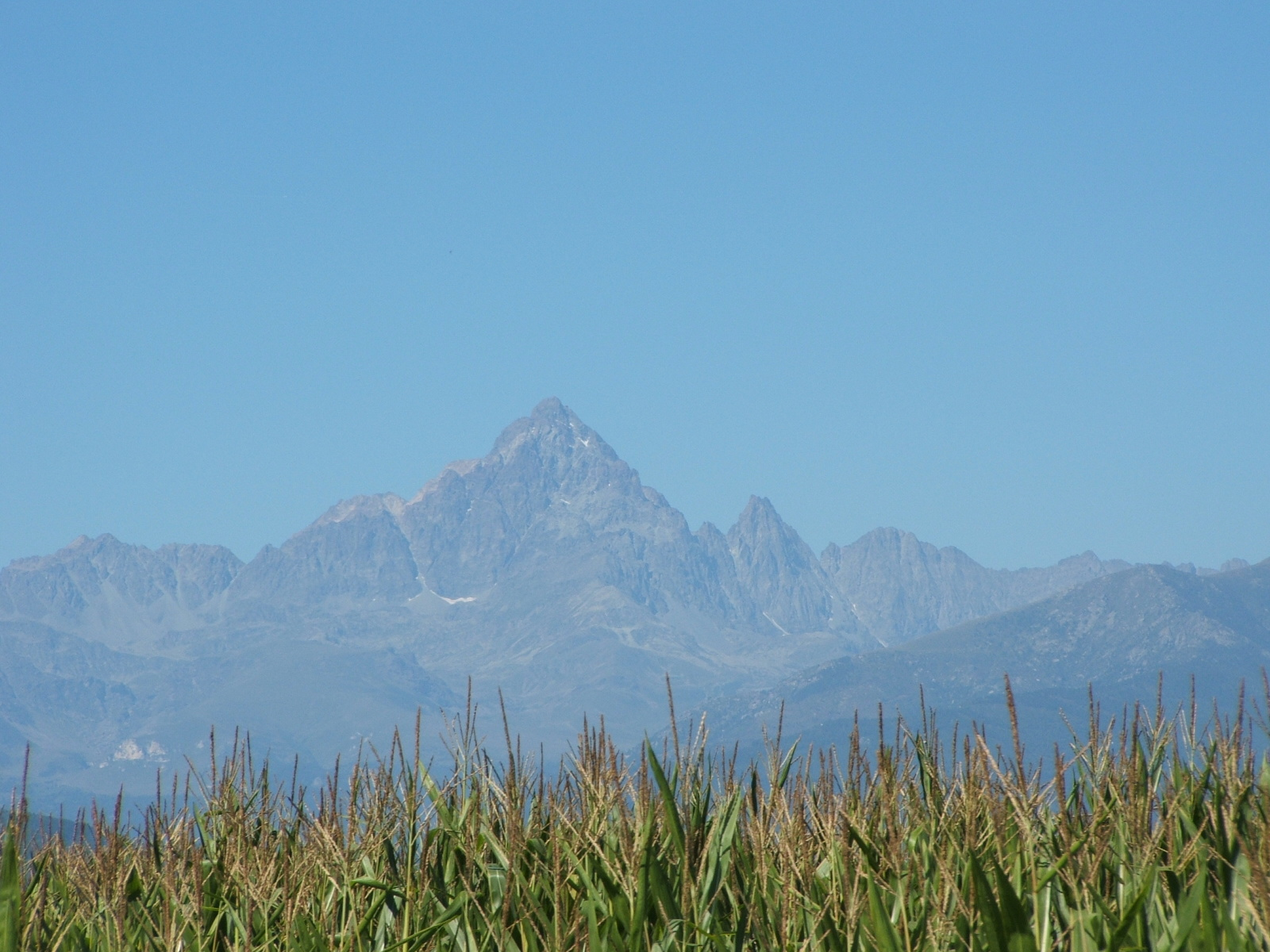
Monviso sett från slätterna i Piemonte i närheten av Saluzzo

Monviso (Monte Viso) är en bergstopp i Cottiska alperna, Italien, nära franska gränsen. Högsta toppen är belägen 3.841 meter över havet. Po har sin källa på Monviso.